# شوتل
الشوتل (بالجعزية والأمهرية: ሽቶል / ሽተል)  هو سيف منحني الشكل منشؤه أبيسينيا (إثيوبيا القديمة)، وانحناؤه يشكل نصف دائرة تقريبًا، نصله مسطح وثنائي المَضرِب. يبلغ طول النصل ما يقارب 40 إنشًا. مقبضه عبارة عن قطعة خشبية لا واقي لها، وغمده يُصنع من الجلد.

## التصميم
تم استخدام شكله، المشابه للمنجل الكبير، للوصول إلى درع الخصم وطعنه في مناطق حيوية مثل الكلى أو الرئتين . على الرغم من أنه يشبه إلى حد كبير سيف العفار، إلا أنه تحتوي على حافتين قاطعتين، في حين أن الحافة العلوية للمطلقة غير حادة وأحيانًا تكون مثبتة على درع المبارز من أجل القوة. يُشار أحيانًا إلى الشوتل والسيوف الإريترية والشمالية الإثيوبية الأخرى بشكل جماعي في الجيز باسم هانئي.
غالبًا ما استخدم الزائر الأوروبي لإريتريا وشمال إثيوبيا في منتصف القرن الثامن عشر، ريميديوس بروتكي، كلمة شوتل لوصف سكين النحت.